# 象印チェンブロック
象印チェンブロック株式会社（ぞうじるしチェンブロック）は、大阪府大阪狭山市に本社を置く機械メーカー。

## 概要
工場施設等に設置する天井クレーン、ジブクレーン、各種チェーンブロック、レバーホイスト等を取り扱う。
ちなみに象印マホービンとは資本・人材を含めて一切の関連を持っていない。

## 沿革
- 1936年（昭和11年）10月：チェーンブロックの製造開始
- 1946年（昭和21年）3月：有限会社大阪チェンブロック製作所に組織変更
- 1952年（昭和27年）10月：株式会社に組織変更
- 1968年（昭和43年）10月：現在の社名に変更

## 主な製品
- 手動式チェーンブロック
- 電動式チェーンブロック
- クレーン部品・関連機器
- チェーンレバーホイスト
- ベルトストリング（玉掛用具）
- ルーパー（携帯用ワイヤ式レバーホイスト）